# Kate Siegel
Pour les articles homonymes, voir Siegel.
Kate Gordon Siegelbaum, dite Kate Siegel, née le 9 août 1982 à Silver Spring (Maryland), est une actrice et scénariste américaine.

## Biographie

### Jeunesse et formation
Kate Gordon Siegelbaum naît le 9 août 1982 à Silver Spring, en Maryland. Ses parents sont Paul et Laura Siegelbaum.
Elle étudie à St. Andrew's Episcopal School, puis à l'université de Syracuse, d'où elle ressort diplômée en 2004.

### Carrière
En 2007, Kate Siegel commence sa carrière au cinéma dans le film d'Antonio Negret Hacia la oscuridad et Steam de Kyle Schickner.
En 2009, elle fait sa première apparition à la télévision dans un épisode de Ghost Whisperer. L'année suivante, elle joue dans Numbers.
En 2012, elle tourne dans le film Wedding Day d'André Gordon et Dale Fabrigar et les séries Castle et The Unknown.
En 2013, elle tourne pour la première fois sous la direction de Mike Flanagan dans Oculus avec Karen Gillan, Brenton Thwaites, ou encore James Lafferty. Elle joue également dans un épisode de Mob City.
En 2016, elle révélée au grand public avec le thriller horrifique Pas un bruit (réalisé par son mari Mike Flanagan), dont elle est l'héroïne et la scénariste. L'année suivante, elle tourne de nouveau pour son mari dans Jessie.
En 2018, elle rejoint la distribution principale de la première saison de la série d'anthologie saluée par les critiques The Haunting, intitulée The Haunting of Hill House, aux côtés de Carla Gugino et Elizabeth Reaser. Une production de Mike Flanagan, adoubée par le célèbre écrivain Stephen King. 
En 2020, elle joue dans un épisode d'Hawaii 5-0 et dans la nouvelle saison de la série d'anthologie, cette fois-ci intitulée The Haunting of Bly Manor.

### Vie privée
Kate Siegel est mariée au réalisateur Mike Flanagan depuis 2016. Ils ont deux enfants : Cody Paul Flanagan, né le 26 novembre 2016 et Theodora Isabelle Irene Flanagan, née le 3 décembre 2018.

## Filmographie

### Actrice

#### Cinéma
Longs métrages
- 2007 : Hacia la oscuridad d'Antonio Negret : Jenn
- 2007 : Steam de Kyle Schickner : Elizabeth
- 2012 : Wedding Day d'André Gordon et Dale Fabrigar : Erica
- 2013 : Oculus (The Mirror) de Mike Flanagan : Marisol Chavez
- 2013 : Man Camp de Brian Brightly : Theresa
- 2014 :  See How They Run de Rand Vossler : Jack
- 2016 : Pas un bruit (Hush) de Mike Flanagan : Maddie (également scénariste)
- 2016 : Ouija : Les Origines (Ouija : Origin of Evil) de Mike Flanagan : Jenny Browning
- 2016 : Hot de Victor Warren : Beth
- 2017 : Jessie (Gerald's Game) de Mike Flanagan : Sally Mahout
- 2021 : Hypnotique (Hypnotic) de Matt Angel et Suzanne Coote : Jenn
- 2024 : The Life of Chuck de Mike Flanagan : Miss Richards

Courts métrages
- 2008 : Knocked Down de Ted Collins : L'assistante de Lance
- 2009 : Puke in My Mouth de David Fine : Ms Taken 2
- 2012 : The Collector de Darian Lane : Jess
- 2014 : Dead Room : Origins de Dexter Goad : Jade
- 2015 : The Program de Dylan Mulick : Natalie
- 2015 : Wine Jabs de Lou Baldanza : Vivian
- 2019 : Let's Go Down de Phil Davis : Ember

#### Télévision
Séries télévisées
- 2009 : Ghost Whisperer : Cheryl (1 épisode)
- 2010 : Numbers : Rachel Hollander (1 épisode)
- 2012 : Castle : Nadia (1 épisode)
- 2012 : The Unknown : Evey Kyle (1 épisode)
- 2013 : Mob City : Tandy (1 épisode)
- 2018 : The Haunting of Hill House : Théodora Crain (10 épisodes)
- 2020 : Hawaii 5-0 : Joanna Di Pietra (1 épisode)
- 2020 : The Haunting of Bly Manor : Viola Llyod (2 épisodes)
- 2021 : Sermons de minuit (Midnight Mass) : Erin Green (7 épisodes)
- 2022 : The Time Traveler's Wife : Annette DeTamble
- 2023 : La Chute de la maison Usher (The Fall of the House of Usher) : Camille L'Espanaye
- 2026 : Carrie

### Réalisatrice
- 2024 : V/H/S/Beyond - segment Stowaway

## Distinctions
Sauf indication contraire ou complémentaire, les informations mentionnées dans cette section proviennent de la base de données IMDb.

### Nominations
- 2016 : BloodGuts UK Horror Awards : Meilleure actrice pour Pas un bruit
- 2016 : BloodGuts UK Horror Awards : Meilleur scénario pour Pas un bruit, nomination partagée avec Mike Flanagan
- 2016 : Fright Meter Awards : Meilleure actrice pour Pas un bruit
- 2017 : Fangoria Chainsaw Award : Meilleure actrice pour Pas un bruit
- 2017 : iHorror Awards : Meilleure actrice pour Pas un bruit
- 2019 : Online Film & Television Association de la meilleure distribution pour une mini-série ou un téléfilm dans The Hauting of Hill House